# إيفون شوكيه بروهات
إيفون شوكيه بروهات (مواليد 29 ديسمبر 1923) عالمة رياضيات وفيزيائية فرنسية. لقد قدمت مساهمات أساسية في دراسة نظرية النسبية العامة لأينشتاين، من خلال إظهار أن معادلات أينشتاين يمكن وضعها في شكل مشكلة قيمة أولية يتم طرحها بشكل جيد. في عام 2015، تم إدراج ورقتها البحثية في مجلة الجاذبية الكلاسيكية والكمية كواحدة من ثلاثة عشر نتيجة رئيسية في دراسة النسبية العامة، عبر مئات السنين التي تمت دراستها.
كانت أول امرأة تُنتخب لعضوية الأكاديمية الفرنسية للعلوم، ونالت وسام جوقة الشرف.